# Gina Galeotti Bianchi
Gina Galeotti (Mantova, 4 aprile 1913 – Milano, 24 aprile 1945) è stata una partigiana italiana.

## Biografia
Gina Galeotti visse per molti anni a Suzzara e fu tra le protagoniste della lotta antifascista nel nord Italia.
Già all'età di 16 anni entrò nel movimento antifascista.
Nel 1938 sposò l'operaio sindacalista e partigiano comunista di Suzzara Bruno Bianchi.
Prese poi parte agli scioperi di Milano, con il nome di battaglia di Lia, e venne catturata e interrogata, subendo spesso tortura, per ben 33 volte.
Denunciata al Tribunale speciale il 25 luglio 1943 venne arrestata come militante nel Partito Comunista Italiano clandestino. Liberata dopo la formazione del governo Badoglio, tornò a Milano dove prese parte al Comitato provinciale dei Gruppi di difesa della donna e continuò la propria attività, dedicandosi all'assistenza delle famiglie delle vittime della lotta di Liberazione.
Il 24 aprile 1945, nelle giornata di insurrezione nazionale, si recò verso Niguarda per prendere contatto con alcune infermiere dell'ospedale incaricato di curare i partigiani feriti. Lungo il tragitto incontrò un camion di tedeschi bloccato da partigiani niguardesi. Dal camion partirono raffiche di mitra ma Gina continuò il suo cammino, senza considerare il pericolo. I tedeschi la videro e le spararono con una raffica di colpi che uccise lei e il bimbo di otto mesi che portava in grembo. All'epoca il marito era detenuto a San Vittore. A soli 32 anni morì dopo un'intensa vita di lotta antifascista. Le fu poi assegnata la medaglia d'oro alla memoria dal Comando Generale delle Brigate Garibaldi.

## Gina Galeotti Bianchi nella memoria
- Il 19 novembre 2005, nella zona di Niguarda, nei giardini tra via Val di Ledro e via Hermada, il Comune di Milano le ha intitolato l'area intitolandola Giardino Gina Galeotti Bianchi[7][8].
- A "Lia" è stata dedicata un'iscrizione muraria in Via Lorenzo Bartolini, 49 di Milano, luogo in cui fu partigiana[9]. La lapide recita: